# Хауген (тауншип, Миннесота)
Хауген (англ. Haugen) — тауншип в округе Эйткин, Миннесота, США. На 2000 год его население составило 163 человека.

## География
По данным Бюро переписи населения США площадь тауншипа составляет 94,1 км², из которых 92,6 км² занимает суша, а 1,5 км² — вода (1,60 %).

## Демография
По данным переписи населения 2000 года здесь находились 163 человека, 73 домохозяйства и 50 семей. Плотность населения —  1,8 чел./км². На территории тауншипа расположено 198 построек со средней плотностью 2,1 построек на один квадратный километр. Расовый состав населения: 97,55 % белых, 1,84 % коренных американцев и 0,61 % приходится на две или более других рас.
Из 73 домохозяйств в 16,4 % воспитывались дети до 18 лет, в 58,9 % проживали супружеские пары, в 5,5 % проживали незамужние женщины и в 31,5 % домохозяйств проживали несемейные люди. 24,7 % домохозяйств состояли из одного человека, при том 13,7 % из — одиноких пожилых людей старше 65 лет. Средний размер домохозяйства — 2,23, а семьи — 2,68 человека.
16,6 % населения — младше 18 лет, 6,7 % — в возрасте от 18 до 24 лет, 19,6 % — от 25 до 44, 29,4 % — от 45 до 64, и 27,6 % — старше 65 лет. Средний возраст — 50 лет. На каждые 100 женщин приходилось 111,7 мужчин. На каждые 100 женщин старше 18 приходилось 119,4 мужчин.
Средний годовой доход домохозяйства составлял 36 250 долларов, а средний годовой доход семьи —  43 750 долларов. Средний доход мужчин —  26 250  долларов, в то время как у женщин — 30 000. Доход на душу населения составил 20 246 долларов. За чертой бедности находились 10,4 % семей и 8,2 % всего населения тауншипа.